# Паризькі мирні договори (1947)
Паризька мирна конференція (29 липня — 15 жовтня 1946) завершилася підписанням Паризьких мирних договорів (фр. Traités de Paris) 10 лютого 1947. Переможці (СРСР, США, Велика Британія та Французька республіка) вели перемовини з Італією, Румунським королівством, Угорщиною, Болгарією та Фінляндією.
Договори дозволили Італії, Румунському королівству, Угорщині, Болгарії та Фінляндії повернути собі права суверенних держав у Міжнародних відносинах і стати членами ООН.
Положення договорів стосувалися Військових репарацій, зобов'язань по відношенню до прав національних меншин і територіальних змін, включаючи кінець італійської колоніальної імперії в Африці і змін італо-югославського, угорсько-словацького, румуно-угорського, радянсько-румунського, болгаро-румунського, франко-італійського та радянсько-фінського кордонів.
Політичні положення передбачали, що підписавши повинні «вжити всіх необхідних заходів задля забезпечення всіх осіб під своєю юрисдикцією, незважаючи на расу, стать, мову і релігію, правами людини та основних свобод, включаючи свободу слова, друку та видання, релігійного культу, політичних переконань і громадських зібрань».
Громадяни, у воєнний час задіяні в партизанському русі країн-союзників, не піддавалися покаранню. Кожен уряд вживав заходів щодо запобігання відродження фашистських організацій чи будь-якої іншої «політичної, військової чи напіввійськової, чиєю метою було позбавити людей їх демократичних прав».

## Зміна кордонів
Італійські територіальні втрати включали в себе ділянки, які були частиною Італії до Другої світової війни, а також області, які були завойовані до появи фашистського режиму в 1922 році (наприклад, у Лівії, яка була завойована в 1912 році). Італія втратила свої колонії; Італійська Східна Африка (Італійська Ефіопія, Італійська Еритрея та Італійське Сомалі) і Італійська Лівія в Північній Африці. У мирному договорі, Італія визнала незалежність Народної республіки Албанія (в особистій унії з італійською монархією після італійського вторгнення в Албанію у квітні 1939 р). Італія також втратила свою концесію в Тяньцзіні, яка була передана Республіці Китай. Передала Адріатичні острови Црес, Лошинь, Ластово і Палагружа; Істрію на південь від річки Мирна; анклав Задар в Далмації, Рієку і більшу частину Словенського Примор'я Федеративній Народній республіці Югославія; Трієст і прилеглі райони були об'єднані в нову незалежну державу — Вільна територія Трієст. Острови Додеканес були передані Грецькому королівству. Кордон з Французькою республікою було трохи змінено на користь Франції, віддавши їй переважно безлюдні альпійські області, а також містечка Танд і Ла-Бриг. 
Особливо у Фінляндії репарації і продиктована зміна кордонів було сприйнято як велика несправедливість і зрада західних країн після симпатії, яку продемонстрував Фінляндії Захід під час розпочатої СРСР Зимової війни 1939–1940 рр. Тим не менш, ця симпатія зійшла нанівець через фінське співробітництво з нацистською Німеччиною під час Радянсько-фінської війни 1941–1944 рр. У цей час Фінляндія не тільки повернула території, втрачені за Московським мирним договором 1940, але також продовжила наступ вглиб СРСР, займаючи широку смугу радянської території. Це змусило Велику Британію оголосити війну Фінляндії в листопаді 1941 року, ще сильніше послабивши політичну підтримку Заходу цієї країні. Придбання СРСР фінських територій було обумовлено Московським перемир'ям від 19 вересня 1944 і призвело до збільшення придбань по Московському мирному договору 1940, який закінчив Зимову війну.
Угорщина була відновлена в межах 1937 (обидва Віденські арбітражи було визнано недійсними, скасування збільшення територій Угорщини за рахунок Чехословацької республіки та Румунського королівства), за винятком трьох сіл на південь від Братислави, які були передані Чехословаччині.
Румунія була відновлена в межах на 1 січня 1941 року, за винятком кордону з Угорщиною, що повернувся до свого довоєнного стану. Було підтверджено 1940 втрату Бессарабії і Північної Буковини на користь СРСР і Договору Крайова, який повернув Південну Добруджу Болгарії.
Болгарія була відновлена в межах на 1 січня 1941 року, повертаючи Вардарську Македонію Югославії та Східну Македонію та Фракію Греції, але зберігаючи Південну Добруджу згідно з договором Крайова, залишивши Болгарію як єдину Країну Осі, що отримала територію після Другої світової війни.

## Делегація УРСР
На Паризькій мирній конференції делегація УРСР була представлена у всіх комісіях та мала право підписати всі мирні договори (напр., США не мали такого права щодо Фінляндії, оскільки не оголошували їй війну). Головою української делегації був Д.Мануїльський, до її складу входили О.Война, А.Барановський, відомі вчені-історики – М.Петровський, О.Касименко, В.Тарасенко, юрист В.Корецький, економіст М.Птуха. Українські дипломати активно працювали в інтересах мирного врегулювання. Д.Мануїльського було обрано віце-головою комісії з політичних і територіальних питань для Італії, у комісії щодо Румунії працював А.Барановський, М.Птуха був доповідачем у комісії для Угорщини. Члени української делегації посприяли врегулюванню територіальних суперечок між Чехословаччиною та Румунією й Угорщиною. О.Касименко був залучений до вирішення проблем болгарсько-грецького кордону. В загальних питаннях делегація УРСР дотримувалася спільної позиції з делегаціями СРСР, Білоруської РСР, Югославії, Польщі, Чехословаччини, прагнучи домогтися справедливого матеріального відшкодування країнам, які потерпіли від безпосередньої нацистської агресії. Водночас СРСР, УРСР і Білоруська РСР послабили репараційний тиск на країни тодішньої "народної демократії" – Болгарію, Румунію, Угорщину. Було захищено їхнє право брати на паритетних засадах участь у встановленні режиму судноплавства на Дунаї.
Участь у Паризькій мирній конференції – важлива віха в історії розвитку української дипломатії після II світової війни. Внаслідок цього у світі було визнано роль України в розгромі нацизму в Європі, завершилося правове оформлення об'єднання етнічних українських земель у межах УРСР.

## Військові репарації
Проблема військових репарацій виявилася однією з найскладніших, що виникли при виробленні повоєнних умов. СРСР — країна, найбільш розорена війною — вимагав максимально допустимих сум з усіх переможених країн, за винятком Болгарії.
У ході переговорів, уряд Греції за підтримки з боку Великої Британії висунув вимогу виплатити 1 млрд доларів США як компенсацію за окупацію грецьких територій у період Другої Світової війни, але уряд Народної Республіки Болгарія за підтримки з боку СРСР, відхилив ці вимоги. Відповідно до мирних договорів, Болгарія була зобов'язана виплатити репарації в розмірі 70 млн доларів протягом 8 років.
У випадках Румунії та Угорщини, умови репарацій, обумовлені у відповідних договорах, були відносно високі і не переглядалися.
Військові репарації в цінах 1938 :
- $ 360 млн від Італії:
  - $ 125 млн — СФРЮ ;
  - $ 105 млн — Греції ;
  - $ 100 млн — СРСР;
  - $ 25 млн — Ефіопії ;
  - $ 5 млн — Албанії .
- $ 300 млн від Фінляндії Радянському Союзу;
- $ 300 млн від Угорщини :
  - $ 200 млн — СРСР;
  - $ 100 млн — Чехословаччині і СФРЮ.
- $ 300 млн від Румунії Радянському Союзу;
- $ 70 000 000 від Болгарії:
  - $ 45 000 000 — Греції;
  - $ 25 000 000 — СФРЮ.

Розпад СРСР не привів до яких-небудь офіційних переглядів Паризьких мирних договорів.